# 安德·克倫肖

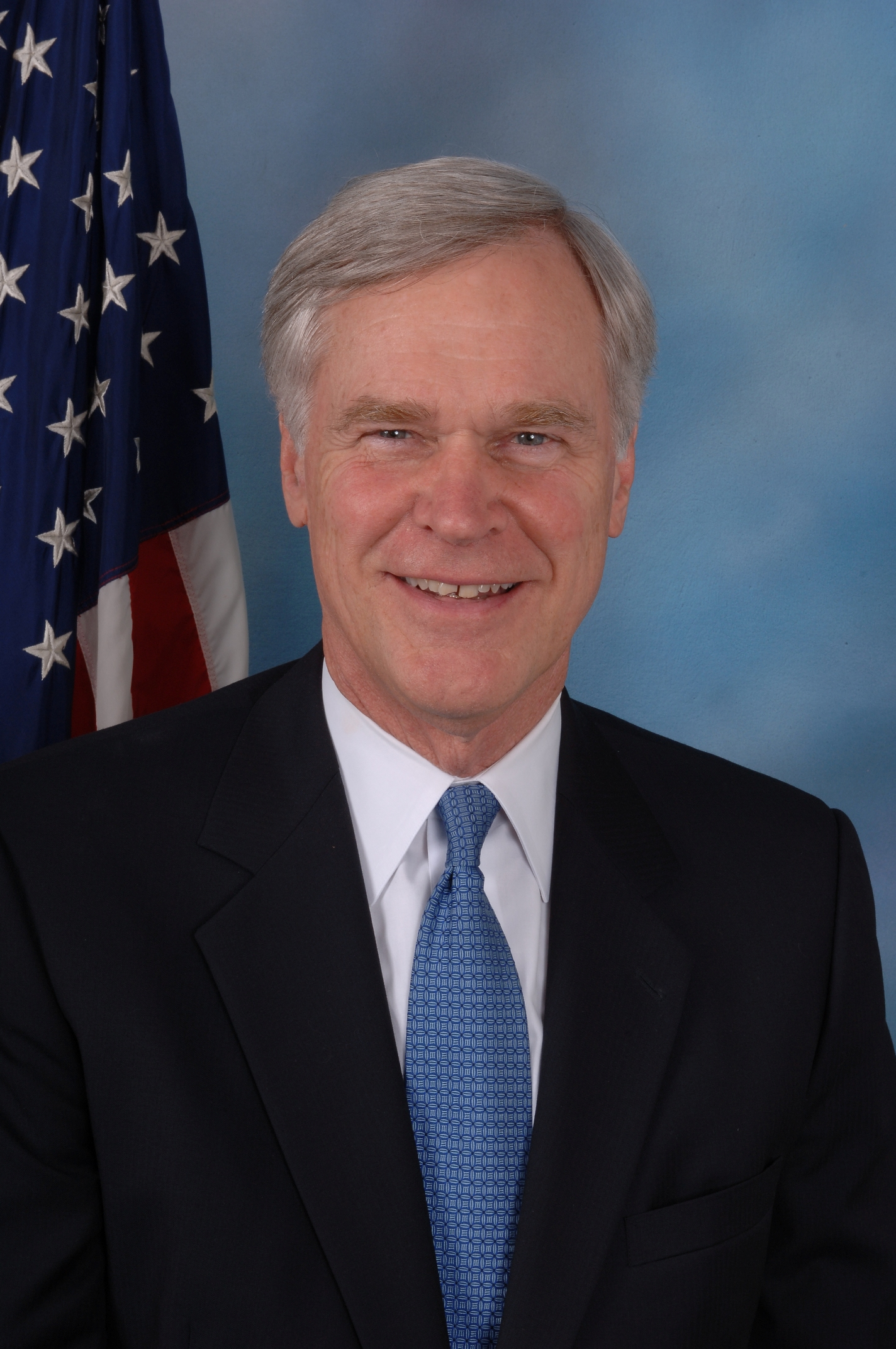

安德·克倫肖（Ander Crenshaw；1944年9月1日—）是美國的一位政治人物。自2001年開始，他是佛羅里達州第4選舉區選出的美國眾議院議員。他的黨籍是共和黨。他曾經參選佛羅里達州長。